# U80701

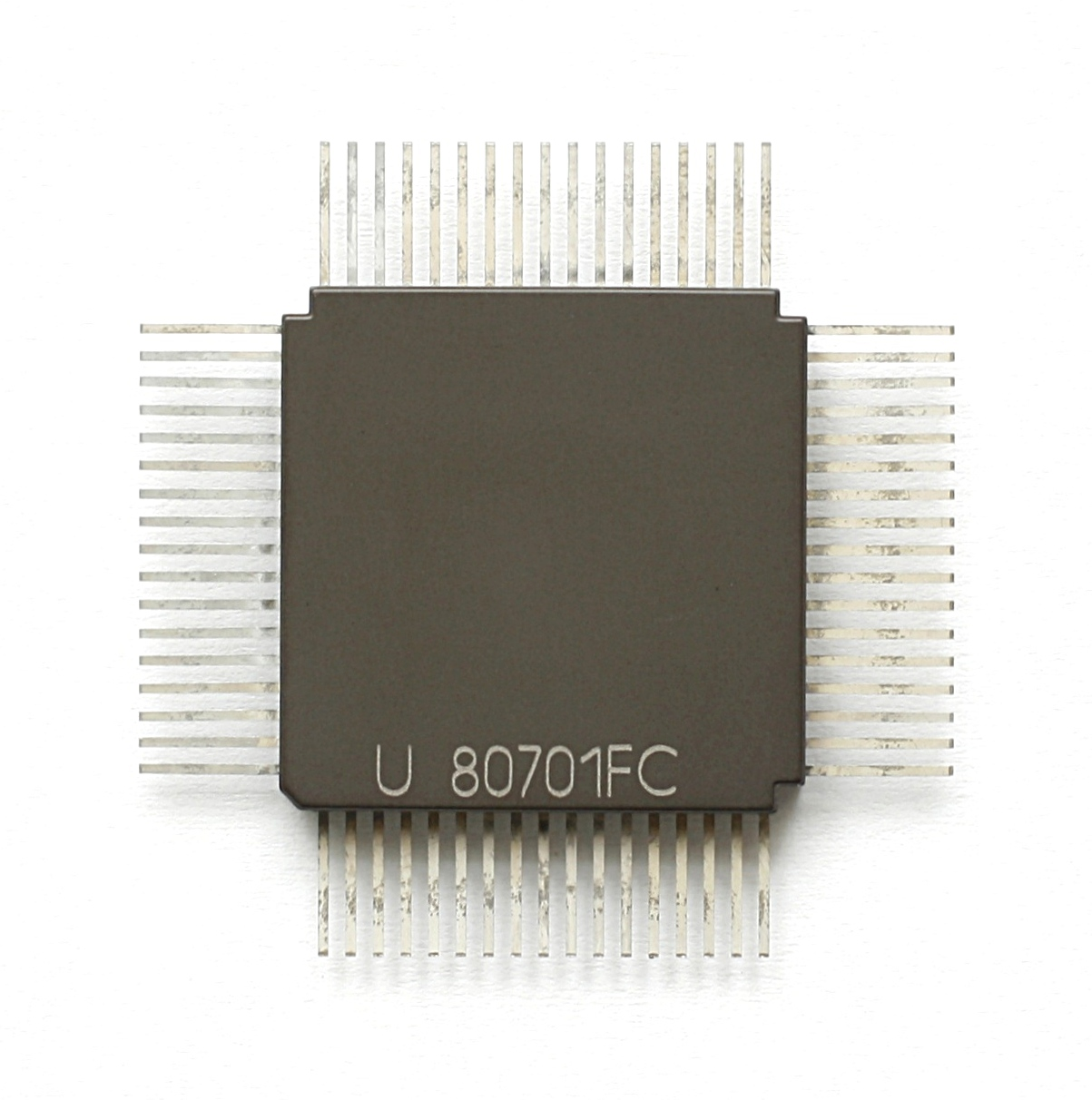
U80701FC

L'U80701 è un microprocessore a 32 bit sviluppato dal 1986 al 1990 nella Repubblica Democratica Tedesca . È stato prodotto dalla MME di Erfurt in tecnologia NMOS ed è racchiuso in un contenitore CQFP-68).

## Microprocessore
L'U80701 è stato sviluppato mediante reverse engineering del microprocessore MicroVAX 78032 della Digital Equipment Corporation (DEC). Venne utilizzato nel minicomputer Robotron K 1820, un clone del DEC MicroVAX II .
Il sistema U80700 include i seguenti chip:
- U80701: CPU (DC333)
- U80703: FPU (DC337)
- U80707: Interfaccia console/controller DLART (DC319)
- U80709: array di porte interfaccia CPU (DC379)
- U80711: array di porte interfaccia bus Q22 (DC380)